# Бозино (Вологодская область)
Бозино — деревня в Кирилловском районе Вологодской области.
Входит в состав Горицкого сельского поселения, с точки зрения административно-территориального деления — в Горицкий сельсовет.
Расстояние по автодороге до районного центра Кириллова — 20 км, до центра муниципального образования Гориц — 12 км. Ближайшие населённые пункты — Шиляково, Митино, Бахлычево.
По переписи 2002 года население — 5 человек.